# 熊之庄村
熊之庄村（くまのしょうむら）は、愛知県西春日井郡にかつて存在した村である。
現在の北名古屋市熊之庄、小牧市多気西町の一部に該当する。

## 歴史
- 1889年（明治22年）10月1日 - 熊之庄村と薬師寺村が合併し、熊之庄村が発足。
- 1900年（明治33年）7月16日 - 熊之庄村の一部（旧・薬師寺村）が分立し、小木村の一部（旧・藤島村）と合併し、五条村が発足。
- 1906年（明治39年）7月16日 - 鹿田村、六師村、訓原村と合併し師勝町発足。同日、熊之庄村は廃止[1]。